# 路巌
路 巌（ろ げん、829年 - 874年）は、唐代の官僚・政治家。字は魯瞻。本貫は魏州冠氏県。

## 経歴
中書舎人・翰林学士の路羣の子として生まれた。幼くして聡明俊敏であった。大中年間、進士に及第した。父の友人が節度使となっていたので、路巌は書面と礼品を交わし合って召し出され、長いあいだその部下となっていた。咸通2年（861年）、屯田員外郎から翰林学士となった。中書舎人・戸部侍郎に累進した。翰林学士承旨・兵部侍郎となった。
咸通5年（864年）、路巌は本官のまま同中書門下平章事（宰相）となった。咸通6年（865年）、中書侍郎となった。咸通7年（866年）、刑部尚書を兼ねた。咸通8年（867年）、門下侍郎となり、戸部尚書を兼ねた。咸通11年（870年）、尚書右僕射を加えられた。韋保衡に憎まれ、韋保衡が宰相となると、路巌は宰相を退任した。咸通12年（871年）、検校司徒・成都尹・剣南西川節度使として出向した。定辺軍を邛州に置いた。咸通14年（873年）、西山八国を来朝させて、功労により中書令を兼ね、魏国公に封じられた。
宰相のときに信任した官吏の辺咸の罪に連座して、路巌は荊南節度使に転じ、道中にさらに新州刺史に左遷された。咸通15年（874年）、荊州に着くと、免官され、儋州に流され、家の財産を没収された。新州に着くと、死を賜った。

## 伝記資料
- 『旧唐書』巻177 列伝第127
- 『新唐書』巻184 列伝第109
- 『資治通鑑』巻252 唐紀68